# Saúl Suárez
Saúl Suárez (nacido en Colombia en 1952– 18 de diciembre de 2019) fue un exentrenador de fútbol colombiano. Y excomentarista deportivo.

## Trayectoria
ex técnico de la selección nacional, así como de los clubes Deportivo La Previsora, CD Plaza Amador y Deportivo Árabe Unido, en ANAPROF, así como el Atlético Santa Fe, de LINFUNA.
Suárez dirigió en 1991 la selección preolímpica que participó en la eliminatoria rumbo a Barcelona 1992 en la que enfrentó a Haití y Estados Unidos.
Posteriormente tomó las riendas de la selección nacional con la que participó en la Copa Uncaf 1993.
Se convirtió en el primer entrenador en clasificar a la selección de fútbol de Panamá para la Copa Oro de CONCACAF en 1993.
Tras su retiro de las canchas, ‘el profe’ incursionó en el área de la comunicación social como comentarista televisivo y radial en la Corporación MEDCOM y Cable Onda Sports, así como empresario con su propio almacén, La Casa del Futbolista, y la Parrillada El Golazo en su querida tierra chorrerana.
falleció el 18 de diciembre de 2019-

## Clubes

### Como Entrenador
| Club                   | País   | Año         |
| ---------------------- | ------ | ----------- |
| Deportivo La Previsora | Panamá | 1988 - 1990 |
| Panamá Sub-23          | Panamá | 1991        |
| Panamá                 | Panamá | 1993        |
| Atlético Santa Fe      | Panamá | 1994 - 1985 |
| CD Árabe Unido         | Panamá | 1998        |